# ر. إل. بيرنسايد
ر. إل. بيرنسايد (بالإنجليزية: R. L. Burnside)‏ هو مغني وعازف قيثارة أمريكي، ولد في 23 نوفمبر 1926 في أكسفورد في الولايات المتحدة، وتوفي في 1 سبتمبر 2005 في ممفيس في الولايات المتحدة.

## وصلات خارجية
- ر. إل. بيرنسايد على موقع IMDb (الإنجليزية)
- ر. إل. بيرنسايد على موقع ميوزك برينز (الإنجليزية)
- ر. إل. بيرنسايد على موقع إن إن دي بي (الإنجليزية)
- ر. إل. بيرنسايد على موقع أول ميوزيك (الإنجليزية)
- ر. إل. بيرنسايد على موقع ديسكوغز (الإنجليزية)
- ر. إل. بيرنسايد على موقع قاعدة بيانات الفيلم (الإنجليزية)